# 宇都宮錯乱
宇都宮錯乱（うつのみやさくらん）とは、永正9年（1512年）から同11年（1514年）に下野宇都宮氏で発生した内紛。

## 概要
宇都宮氏は享徳の乱において、伝統的に足利将軍家に近い立場を採っていたのも関わらず、関東公方が宇都宮城に近い古河御所に本拠を移した（古河公方）ためにその政治的・軍事的圧力を受けることになり、乱中にたびたび旗幟を翻す行動を繰り返した。また、宇都宮氏の庶流やその他下野国中部の中小武士の間にはこの動乱に対応するために、下野国で最も有力な武士であった宇都宮氏との関係を強めてその傘下に入る者もいた。だが、これは古くからの家臣で宇都宮氏が上野国守護を務めていた時代に守護代を務めたこともある筆頭重臣芳賀氏と家中での発言力を高めていった塩谷氏・皆川氏・壬生氏らとの対立を生むことになり、宇都宮氏の内部をより不安定にすることになった。
文明9年（1477年）に家督を継承した宇都宮成綱は、当主の権威回復に努めていたが、実際には芳賀景高が実権を握っており、その景高が明応6年（1497年）に没した後は、息子芳賀高勝が引き続き権力を掌握しており、高勝が成綱に代わって公事の免除を命じたり、当主である成綱発給の文書に高勝が連署するものが見られたのはこの時期である。
永正3年（1506年）、古河公方足利政氏と息子の高基が家督を巡って対立する永正の乱が勃発すると、高基の舅であった成綱は高基支持を打ち出した。ところが、家中の実権を握る芳賀高勝は政氏支持であったためにこれに同意せず、宇都宮氏の家中は分裂状態になった。
永正9年（1512年）4月、宇都宮成綱が芳賀高勝を殺害、それをきっかけに芳賀氏が反乱を起こした。これを宇都宮錯乱と呼ぶ。また、この年に成綱は息子の忠綱に家督に譲っている。家督移譲の時期は不明であるが、忠綱の当主としての最古の発給文書は同年3月であるため、家督移譲はそれ以前に発生して芳賀高勝が関わっている可能性もある。高勝の殺害によって家中の実権を取り戻した宇都宮成綱は若い忠綱を後見する形で芳賀氏の鎮圧に乗り出すことになる。だが、家中の実権を握ってきた芳賀氏の勢力は宇都宮氏に匹敵するものになっており、成綱は足利高基や高基派の小田政治らの支援を受ける形で永正11年（1514年）以降に積極的な攻勢に転じ、遅くても同年の7月には芳賀氏の反乱を鎮圧した。その後、政氏派である佐竹氏や岩城氏の侵攻を受けるものの、成綱・忠綱は8月16日の竹林の戦い、永正13年6月の縄釣の戦いにてこれを破って当面の危機を回避することになった。
芳賀氏の反乱を鎮圧した宇都宮成綱は芳賀高経（景高の子・高勝の弟）・高孝（景高の弟）を助命して宇都宮城に抑留し、まだ幼児であった末子の興綱に芳賀氏を継承させ、実弟の塩谷孝綱に芳賀氏の所領を管理させた。成綱は永正13年（1516年）、宇都宮氏の混乱鎮静を見届けるかのように病死する。
父の死によって、名実とともに当主となった忠綱は家中の統制と勢力の拡大に強めるが、宇都宮氏の家中全体が忠綱に服した訳ではなかった。大永3年（1523年）、芳賀高経が結城政朝の下に奔り、政朝が高経を助けるために宇都宮へと兵を進めた。宇都宮忠綱はこれを迎え撃つものの、猿山合戦にて大敗すると、宇都宮城は高経に呼応する反忠綱派に占拠され、やむなく壬生綱房の鹿沼城へと落ち延びていった。芳賀高経は結城氏支援を背景にして、忠綱の末弟である芳賀興綱を宇都宮氏の新しい当主に押し立て、自分は芳賀氏当主の地位を取り戻すことに成功する。その後、失意の忠綱は病死するも、今度は成人した宇都宮興綱が芳賀高経と対立、天文年間に入ると高経は興綱を幽閉後に殺害し、更に僧となっていた俊綱（後の尚綱、忠綱の弟で興綱の兄）を擁立する。その後、今度は宇都宮俊綱が芳賀高経を殺害するなど、宇都宮氏と芳賀氏の対立を軸とした家中の内紛は永正・大永・天文と続き、宇都宮氏の衰退に拍車をかける結果となった。